# Omni-Man
Omni-Man (Nolan Grayson) é um personagem fictício da Image Comics Universo. Omni-Man é o pai de Invincible e um membro da raça Viltrumite, uma espécie humanóide de origem extraterrestre que possui força sobre-humana, supervelocidade, imortalidade virtual e vôo. Como é habitual para Viltrumites masculinos, Omni-Man ostenta um grande bigode.
Em 2009, Omni-Man foi classificado como o 93º maior vilão de quadrinhos do IGN de todos os tempos. O site citou seu bigode carismático em seu ranking.
Na série de televisão Invincible, Omni-Man é dublado por JK Simmons.

## Poderes e habilidades
Fisiologia Viltrumita: Sendo um Viltrumita, Omni-Man nasceu com todas as capacidades sobre-humanas de sua raça, o que o coloca muito além dos parâmetros físicos da maioria das espécies. Apesar de fisicamente aparentar estar na meia-idade, o poder de Omni-Man está entre os maiores de todos os Viltrumitas e ele é facilmente reconhecido como o ser mais poderoso da Terra, capaz de derrotar sozinho toda a equipe dos Guardiões do Globo. Além disso, como Viltrumita, sua genética é tão dominante que praticamente sobrepõe os genes do outro progenitor, fazendo com que seus descendentes sejam quase totalmente Viltrumitas.
Voo: Devido a um complexo sistema de equilíbrio localizado em seus ouvidos internos, Omni-Man é capaz de levitar à vontade e voar como desejar.
Invulnerabilidade: O corpo físico de Omni-Man é praticamente indestrutível. Temperaturas extremas, explosões, traumas severos, armas perfurantes e ataques de energia têm pouco ou nenhum efeito sobre ele. Somente inimigos extremamente poderosos conseguem lhe causar algum dano real. Ele também sobrevive à exposição direta ao espaço sideral, o que lhe permite realizar viagens interestelares sem auxílio.
Fator de Cura Acelerado: Embora Omni-Man não seja totalmente imune a danos físicos, ele possui incríveis poderes de recuperação. Capaz de sobreviver a ferimentos que matariam humanos normais, ele se recupera rapidamente sem sinais duradouros de danos. É praticamente imune a doenças e contaminantes. Esse fator de cura também faz com que seu corpo gere pouquíssimas toxinas de fadiga, concedendo-lhe imensa resistência, permitindo que ele continue se esforçando por longos períodos sem colapsar ou sofrer de exaustão. Isso também lhe dá a capacidade de viver de forma autossuficiente, sem precisar de nutrientes ou sono — ou, pelo menos, necessitando muito menos que um humano — e permanecendo funcional.
Resistência Sobre-Humana: A maioria dos ferimentos que ele sofre pode ser suportada sem grande impacto em seu desempenho físico. Sua resistência absurda permite que ele sobreviva a ferimentos que matariam a maioria dos seres, como ser destripado. Embora ainda precise de ar para respirar, ele pode ficar semanas sem oxigênio sem ser afetado.
Envelhecimento Desacelerado: Omni-Man possui uma imensa longevidade, decorrente de um processo de envelhecimento desacelerado que fica mais lento conforme ele envelhece. Isso lhe permite manter a saúde, vitalidade, condicionamento e aparência juvenil por um tempo incalculável. Com mais de dois mil anos de idade, ele só começou a mostrar sinais de envelhecimento, ainda atuando fisicamente em seu auge.
Força Sobre-Humana: Omni-Man possui uma força física bruta imensa, capaz de levantar facilmente milhares de toneladas com uma única mão e atravessar praticamente qualquer matéria sólida sem resistência significativa. Ofensivamente, sua força é capaz de esmagar e rasgar a maioria dos alvos com facilidade, mesmo aqueles com força ou durabilidade sobre-humanas. A força de seus golpes pode gerar poderosos estrondos sônicos que revolvem e destroem rochas sólidas.
Velocidade Sobre-Humana: Omni-Man é extremamente rápido, capaz de se mover em níveis superluminais (mais rápido que a luz) e de atravessar planetas inteiros em questão de minutos. Sua velocidade foi mostrada capaz de causar explosões devastadoras, com a sugestão de que ele estava dividindo átomos e provocando reações de fissão. Embora não seja o mais rápido de todos, ele também demonstrou reflexos e tempos de reação impressionantes, conseguindo acompanhar e contra-atacar o movimento de oponentes ainda mais rápidos.

## Em outras mídias
Omni-Man aparece na série de TV Invincible dublado por JK Simmons.
Omni-Man é um personagem jogável em uma DLC do jogo Mortal Kombat 1.
No dia 24 de novembro, Omni-Man foi lançado na loja de itens do jogo eletrônico de tiro em terceira pessoa Fortnite: Battle Royale como um item cosmético (skin).